# Marriage Story
Marriage Story ist eine US-amerikanische Tragikomödie von Noah Baumbach. Sie hatte am 29. August 2019 im Rahmen der Filmfestspiele von Venedig ihre Weltpremiere und wurde im September 2019 beim Toronto International Film Festival gezeigt. Am 6. Dezember 2019 wurde der Film in das Programm von Netflix aufgenommen.
Im Rahmen der Oscarverleihung 2020 erhielt Marriage Story insgesamt sechs Nominierungen, darunter als bester Film, Baumbach für das beste Originaldrehbuch und Adam Driver und Scarlett Johansson als bester Hauptdarsteller und beste Hauptdarstellerin. Laura Dern wurde mit dem Oscar als beste Nebendarstellerin ausgezeichnet.

## Handlung
Der Film beginnt in einer Scheidungsmediation. Charlie ist ein erfolgreicher Off-Broadway-Theaterregisseur mit einer eigenen Theaterkompanie, seine Frau Nicole spielt in seiner aktuellen Inszenierung von Elektra die Hauptrolle. Sie haben einen gemeinsamen Sohn, den achtjährigen Henry. Obwohl das gemeinsame Theaterstück an den Broadway wechseln soll, zieht es Nicole mit Henry zurück in ihre Heimatstadt Los Angeles, sie will dort an einem Pilotfilm arbeiten. Charlie hofft, dass die Trennung nur temporär ist, aber Nicole möchte endlich einen eigenen Karriereweg verfolgen, wieder in der Nähe ihrer Mutter Sandra und ihrer Schwester Cassie wohnen und sich von Charlie scheiden lassen. Auf die Mediation kann sich Nicole nicht einlassen: Sie weigert sich, die auf Wunsch des Mediators erstellte Liste der Dinge, die sie an ihrem Mann schätzt, laut vorzulesen.
Obwohl sie und Charlie vereinbart hatten, kooperativ und ohne Anwälte vorzugehen, konsultiert Nicole nach ihrer Ankunft in L.A. die hochkarätige Scheidungsanwältin Nora Fanshaw. Sie erzählt ihr, wie sie sich in ihrer Ehe immer „kleiner“ vorgekommen sei, weil sie ihre Bedürfnisse verdrängt und sich Charlie untergeordnet habe. Dies sei ihr beim Schauen einer George-Harrison-Dokumentation aufgegangen – sie habe sich wie Georges Frau gefühlt, deren Namen kaum jemand kenne. Zwar habe Charlie auch viel Familienarbeit geleistet, sei aber letztlich ein Egomane und taub für ihre Bedürfnisse gewesen, vor allem für ihren Wunsch, den Wohnort New York zumindest für eine Zeitlang gegen Los Angeles einzutauschen. Zudem habe sie den Verdacht, dass Charlie sie mit der Inspizientin des Theaters betrogen habe.
Als sich Charlie von der Arbeit an einer neuen Inszenierung freimacht und zu Halloween nach L.A. fliegt, überreicht ihm Nicole mit Hilfe ihrer Schwester die Scheidungspapiere. Das Erstgespräch mit dem Erfolgsanwalt Jay Marotta, der ihm eine schmutzige und vor allem ungeheuer teure Schlacht voraussagt, ist desillusionierend. Auch im Verhältnis zu Henry tritt eine Entfremdung ein, der gemeinsame Halloween-Ausflug ist enttäuschend. Henry sagt zudem deutlich, dass er nicht nach New York zurückkehren will.
Charlie verdrängt die Scheidung und stürzt sich in New York in die Arbeit mit seiner Kompanie, die durch den Gewinn der MacArthur Fellowship enormen Auftrieb bekommt. Von Nora ermahnt, dass er sich einen Anwalt suchen müsse, entscheidet er sich für den großväterlichen, aber etwas laschen Familienanwalt Bert Spitz, der ihm verspricht, das Verfahren möglichst human zu halten. Weil er sich davon bessere Chancen auf das Sorgerecht verspricht, sucht sich Charlie eine Wohnung in L. A., will aber den Plan von einer gemeinsamen Zukunft in New York nicht aufgeben. Bei einer abendlichen Übergabe von Henry scheint es eine zaghafte Wiederannäherung zu geben: Nicole schneidet Charlie wie gewohnt die Haare; zu dritt mühen sich Kind und Eltern ab, das defekte Gartentor zu schließen.
Obwohl Bert zu einem außergerichtlichen Vergleich und einem weitgehenden Sorgerechtsverzicht rät und auch schon fast alles ausgehandelt ist, entschließt sich Charlie, die erste Tranche seines MacArthur-Preisgelds in den Staranwalt Marotta zu investieren und mit ihm vor das Familiengericht zu ziehen. Dort versuchen die beiden Anwaltsteams, die Gegenseite mit Hilfe intimster Details in den Dreck zu ziehen. Unterdessen lassen Henrys Schulleistungen nach: er liest schlecht. Nicole besucht Charlie in seiner neuen Wohnung, um in Ruhe nach Lösungen zu suchen. Der Gesprächsversuch endet jedoch in Geschrei und Wutausbrüchen. Charlie schlägt ein Loch in die Zimmerwand, wünscht Nicole den Tod und bricht wimmernd vor ihr zusammen, woraufhin sie ihn tröstet. Flüsternd entschuldigen sie sich gegenseitig.
Nora unterweist Nicole genau für den Inspektionsbesuch der Sorgerechtsgutachterin und stachelt sie zum Kampf an, indem sie Charlie als typischen Vertreter des Patriarchats bezeichnet. Währenddessen hübscht Charlie die neue Wohnung für den Besuch der Gutachterin auf. Sein Versuch, sich als perfekter Vater zu präsentieren, geht aber auf groteske Weise schief. Am Arm blutend und halb ohnmächtig, liegt er danach auf dem Küchenboden.
Einige Zeit später ist die Scheidung ausgehandelt. Charlie hat die Forderung nach einem New Yorker Wohnsitz für die Familie fallengelassen. Nora hat aus Ehrgeiz seine Besuchszeit noch einmal etwas einschränken lassen, obwohl Nicole das gar nicht wollte. Auf einer Familienparty singt Nicole (zusammen mit ihrer Mutter und ihrer Schwester) den Song „You Could Drive a Person Crazy“. Danach sieht man Charlie, wie er vor seinen Kollegen in einer New Yorker Bar den Song „Being Alive“ singt (beide Lieder stammen aus demselben Musical: „Company“ von Stephen Sondheim, das – scheiternde – Partnerschaft zum Thema hat).
Beim nächsten Halloween trifft Charlie in L.A. auf eine rundrum zufriedene Nicole: Sie konnte bei ihrer TV-Serie selbst Regie führen und ist für einen Emmy nominiert, zudem hat sie einen Freund. Charlie kündigt an, dass er für ein Jahr an der UCLA lehren und am CalArts inszenieren wird, also dauerhaft in der Stadt sein wird. Während sich alle für die Feier umziehen, beobachtet er Henry, wie er laut und relativ flüssig die handschriftliche Liste, die Nicole in der gescheiterten Ehetherapie über Charlie geschrieben hat, vorliest. Henry bittet Charlie, laut weiterzulesen, was dieser unter Tränen tut, im Hintergrund beobachtet von Nicole. Auf der Halloweenparty geht die Familie in Beatles-Kostümen (Nicole als John Lennon, Henry als George Harrison), Charlie hat ein Laken übergeworfen und stellt einen Geist dar. Am Abend erlaubt Nicole, dass Charlie Henry mitnimmt, obwohl das Aufsichtsrecht nicht an ihm ist.

## Produktion

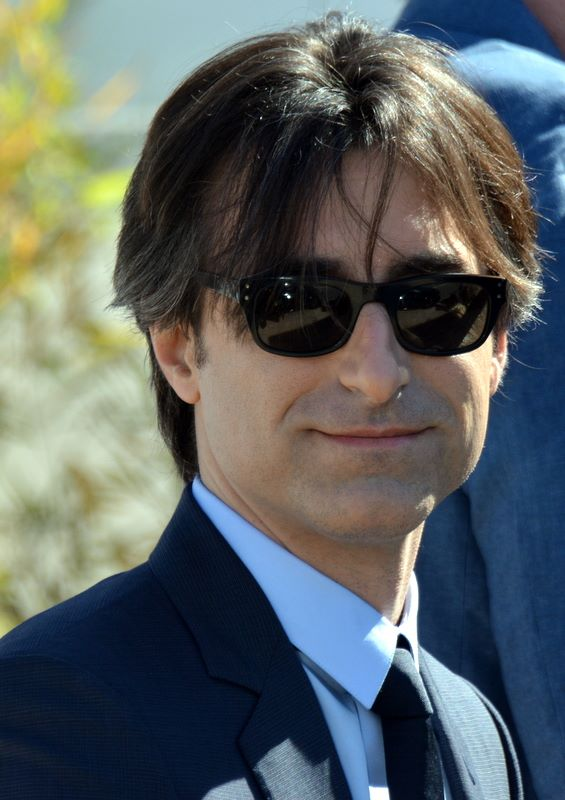
Regisseur Noah Baumbach

Regie führte Noah Baumbach, der auch das Drehbuch schrieb.
Scarlett Johansson spielt Nicole. Die Rolle von Charlie wurde mit Adam Driver besetzt, mit dem der Regisseur bereits bei seinen vorherigen Filmen The Meyerowitz Stories (New and Selected), Gefühlt Mitte Zwanzig und Frances Ha zusammengearbeitet hatte. Merritt Wever spielt Nicoles Schwester Cassie, Julie Hagerty ihre Mutter Sandra und Azhy Robertson ihren Sohn Henry.
Als Kameramann fungierte Robbie Ryan, der den Film auf 35 mm drehte und mit vielen Nahaufnahmen arbeitete. In Kombination mit den Weitwinkelaufnahmen der Gesichter der Schauspieler würde schon die physische Distanz zwischen Charlie und Nicole deutlich, so Jon Frosch von The Hollywood Reporter.
Die Filmmusik komponierte der Oscar-, Grammy- und Emmy-Gewinner Randy Newman, mit dem Baumbach bereits bei The Meyerowitz Stories zusammengearbeitet hatte. Vor dem Erscheinen des Albums Marriage Story – Original Motion Picture Soundtrack am 6. November 2019 wurden im Oktober 2019 von Lakeshore Records die Songs What I Love About Charlie und What I Love About Nicole vorab als Download-Singles veröffentlicht.
Ab dem 29. August 2019 wurde der Film bei den Filmfestspielen von Venedig im Hauptwettbewerb gezeigt, wo er um den Goldenen Löwen konkurrierte und neben The Laundromat und The King einer der drei dort von Netflix präsentierten Filme war. Ebenfalls im September 2019 wurde der Film beim Toronto International Film Festival und Ende September und Anfang Oktober 2019 beim New York Film Festival als Centerpiece gezeigt. Zur gleichen Zeit feierte er beim Zurich Film Festival seine Premiere im deutschsprachigen Raum. Vor seinem Start auf Netflix am 6. Dezember 2019 lief der Film ab 6. November 2019 in den USA und ab 21. November 2019 in Deutschland in ausgewählten Kinos.

## Rezeption

### Kritiken
Der Film konnte bislang 95 Prozent aller Kritiker bei Rotten Tomatoes überzeugen und erhielt hierbei eine durchschnittliche Bewertung von 8,8 der möglichen 10 Punkte. Zudem ging der Film aus den 21. Annual Golden Tomato Awards in der Kategorie Best Dramas 2019 als Drittplatzierter hervor. Bei Metacritic erhielt der Film einen Metascore von 94 von 100 möglichen Punkten.
Jon Frosch von The Hollywood Reporter schreibt, der Film sei kein wehmütiges Postmortem einer gescheiterten Romanze à la Der Stadtneurotiker, sondern eine Chronik von Konflikten und wie sich eine Beziehung im Verlauf eines Scheidungsverfahrens verändert. Wie in Ingmar Bergmans Szenen einer Ehe, ein Film, dessen Einfluss auf Noah Baumbachs Arbeit Frosch deutlich erkennt, sei ein solches ein hartes Stück Arbeit und fühle sich erstaunlich wahrhaftig an, was möglicherweise an Baumbachs eigener Scheidung von der Schauspielerin Jennifer Jason Leigh liegen könne. Der Film sei aber auch lustig und, wenn man es am wenigsten erwarte und es als Zuschauer am meisten brauche, fast unerträglich zärtlich, was zum großen Teil den sensationellen Hauptdarstellern zu verdanken sei, die sich gegenseitig übertreffen. Wie andere Scheidungsfilme wie Kramer gegen Kramer, Du oder beide und auch Der Rosenkrieg gezeigt hätten, dass eine Trennung oft dem widerspricht, was das Herz will, und sie ein fast grausames Maß an Disziplin erfordert, zeige Marriage Story dies mit noch mehr Kraft und Klarheit. Charlie sei kein prahlerischer Narzisst wie die Patriarchen, die Jeff Daniels und Dustin Hoffman in Baumbachs Der Tintenfisch und der Wal oder The Meyerowitz Stories gespielt haben, so Frosch. Er sei umgänglich und liebevoll, doch habe er die Frau, die er liebt, in den Schatten gestellt. Auch wenn es Anfangs nicht so scheine, würden sich die Sympathien des Publikums gegenüber den beiden im Laufe des Films wahrscheinlich ändern, und man könne so beide lieben.
David Fear vom Rolling Stone schreibt, man fühle bei dieser sich in Auflösung befindlichen Verbindung, dass ihre Trennung eine lange Zeit in Anspruch genommen hat, während der sich allmählich Groll, Irritationen und Unzufriedenheiten angehäuft haben. Die schnellen Schritte von ihrer ursprünglichen Liebe, hin zu einer unverblümten Verachtung füreinander, seien erschütternd. Adam Driver und Scarlett Johansson verliehen jedem verletzten Blick dieser beiden Partner, jeder frustrierten Auseinandersetzung und jeder Anschuldigung eine unangenehme Intimität. Auch unter den Nebendarstellern gebe es keine falsche Besetzung, so Fear, von Julie Hagerty als narzisstische Mutter bis hin zu Alan Alda als Anwalt. In Marriage Story gebe es unglaubliche emotionale Höhen und Tiefen, solche pathetischen und wütenden, aber auch tragikomischen Momente und glückseligen, herausragenden Szenen, dass man sich von der Menschlichkeit des Ganzen überwältigt fühle.

### Auszeichnungen (Auswahl)
Vom American Film Institute wurde der Film in die Top 10 der besten Filme 2019 aufgenommen. Im Folgenden eine Auswahl weiterer Auszeichnungen und Nominierungen.
AACTA International Awards 2020

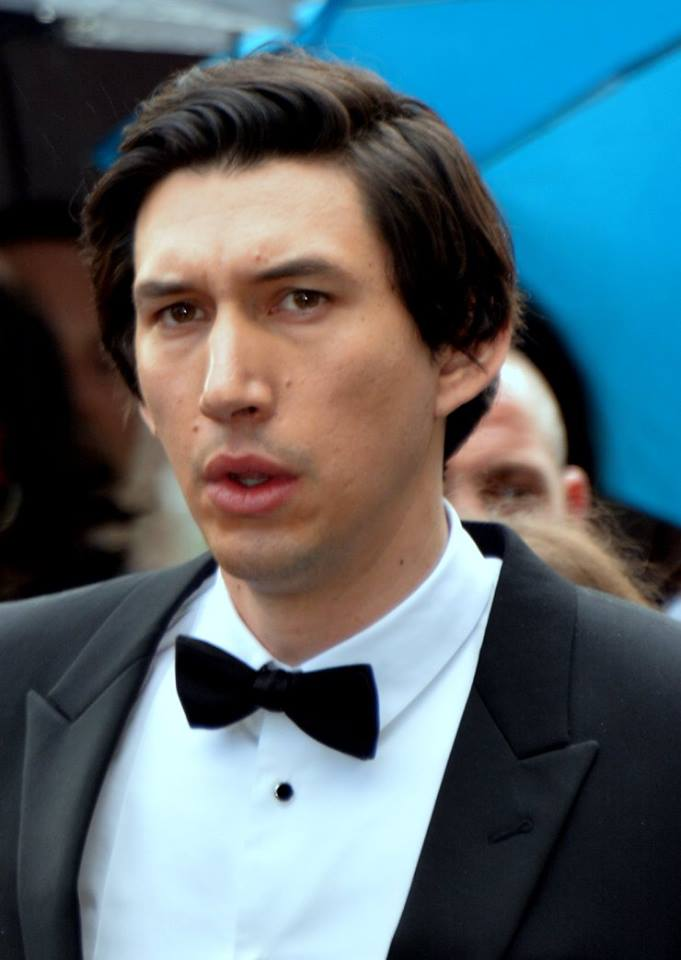
Adam Driver, hier kurz nach Ende der Dreharbeiten in Cannes, übernahm im Film die Rolle von Charlie

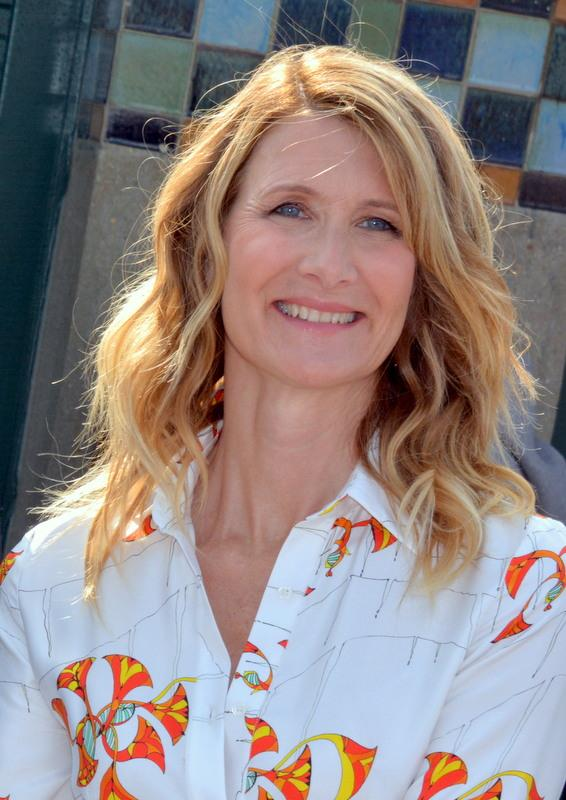
Laura Dern spielt Nora Fanshaw

- Auszeichnung als Bester Hauptdarsteller (Adam Driver)
- Nominierung als Beste Hauptdarstellerin (Scarlett Johansson)[19]

British Academy Film Awards 2020
- Nominierung als Bester Hauptdarsteller (Adam Driver)
- Nominierung als Beste Hauptdarstellerin (Scarlett Johansson)
- Auszeichnung als Beste Nebendarstellerin (Laura Dern)
- Nominierung für das Beste Originaldrehbuch (Noah Baumbach)

British Independent Film Awards 2019
- Nominierung als Bester internationaler Independentfilm[20]

Critics’ Choice Movie Awards 2020
- Nominierung als Bester Film
- Nominierung als Bester Hauptdarsteller (Adam Driver)
- Nominierung als Beste Hauptdarstellerin (Scarlett Johansson)
- Auszeichnung als Beste Nebendarstellerin (Laura Dern)
- Nominierung als Bestes Schauspielensemble
- Nominierung für die Beste Regie (Noah Baumbach)
- Nominierung für das Beste Originaldrehbuch (Noah Baumbach)
- Nominierung für die Beste Filmmusik (Randy Newman)[21]

Eddie Awards 2020
- Nominierung in der Kategorie Bester Filmschnitt – Drama (Jennifer Lame)[22]

Golden Globe Awards 2020
- Nominierung als Bester Film – Drama (Noah Baumbach)
- Nominierung für das Beste Drehbuch (Noah Baumbach)
- Nominierung als Bester Hauptdarsteller – Drama (Adam Driver)
- Nominierung als Beste Hauptdarstellerin – Drama (Scarlett Johansson)
- Auszeichnung als Beste Nebendarstellerin (Laura Dern)
- Nominierung für die Beste Filmmusik (Randy Newman)

Gotham Awards 2019
- Auszeichnung als Bester Film
- Auszeichnung für das Beste Drehbuch (Noah Baumbach)
- Auszeichnung als Bester Darsteller (Adam Driver)
- Auszeichnung mit dem Publikumspreis[23]

Hollywood Film Awards 2019
- Auszeichnung mit dem Hollywood Supporting Actress Award (Laura Dern)
- Auszeichnung mit dem Hollywood Film Composer Award (Randy Newman)[24]

Hollywood Music in Media Awards 2019
- Nominierung für die Beste Filmmusik – Spielfilm (Randy Newman)
- Nominierung in der Kategorie Music Supervision – Film (George Drakoulias)[25][26]

Independent Spirit Awards 2020
- Nominierung als Bester Film
- Auszeichnung für das Beste Drehbuch (Noah Baumbach)
- Auszeichnung mit dem Robert-Altman-Preis[27]

Internationale Filmfestspiele von Venedig 2019
- Nominierung für den Goldenen Löwen (Noah Baumbach)

London Critics’ Circle Film Awards 2020
- Auszeichnung für das Beste Drehbuch (Noah Baumbach)
- Auszeichnung als Beste Nebendarstellerin (Laura Dern)
- Nominierung als Bester Film
- Nominierung als Beste Schauspielerin (Scarlett Johansson)
- Nominierung als Bester Schauspieler (Adam Driver)[28]

Los Angeles Film Critics Association Awards 2019
- Auszeichnung für das Beste Drehbuch (Noah Baumbach)

National Board of Review Awards 2019
- Aufnahme in die Top-Ten-Filme[29]

New York Film Critics Circle Awards 2019
- Auszeichnung als Beste Nebendarstellerin (Laura Dern)

Online Film Critics Society Awards 2020
- Nominierung als Bester Film
- Nominierung als Bester Hauptdarsteller (Adam Driver)
- Nominierung als Beste Hauptdarstellerin (Scarlett Johansson)
- Nominierung als Beste Nebendarstellerin (Laura Dern)
- Nominierung für das Beste Originaldrehbuch (Noah Baumbach)
- Nominierung für die Beste Filmmusik (Randy Newman)[30]

Oscarverleihung 2020
- Nominierung als Bester Film
- Nominierung für das Beste Originaldrehbuch (Noah Baumbach)
- Nominierung als Bester Hauptdarsteller (Adam Driver)
- Nominierung als Beste Hauptdarstellerin (Scarlett Johansson)
- Auszeichnung als Beste Nebendarstellerin (Laura Dern)
- Nominierung für die Beste Filmmusik (Randy Newman)

Producers Guild of America Awards 2020
- Nominierung als Bester Film (Noah Baumbach und David Heyman)[31]

Santa Barbara Film Festival 2020
- Auszeichnung für die Beste Performance des Jahres (Adam Driver und Scarlett Johansson)[32][33]

Satellite Awards 2019
- Nominierung als Bester Film – Drama
- Nominierung für die Beste Regie (Noah Baumbach)
- Nominierung für das Beste Originaldrehbuch (Noah Baumbach)
- Nominierung als Bester Hauptdarsteller – Drama (Adam Driver)
- Nominierung als Beste Hauptdarstellerin – Drama (Scarlett Johansson)
- Nominierung als Beste Nebendarstellerin (Laura Dern)
- Nominierung für den Besten Filmschnitt (Jennifer Lame)
- Nominierung für die Beste Filmmusik (Randy Newman)[34]

Screen Actors Guild Awards 2020
- Auszeichnung als Beste Nebendarstellerin (Laura Dern)
- Nominierung als Bester Hauptdarsteller (Adam Driver)
- Nominierung als Beste Hauptdarstellerin (Scarlett Johansson)

Toronto Film Critics Association Awards 2019
- Auszeichnung als Bester Hauptdarsteller (Adam Driver)
- Auszeichnung als Beste Nebendarstellerin (Laura Dern)[35]

Toronto International Film Festival 2019
- Auszeichnung mit dem People’s Choice Award – first runner-up (Noah Baumbach)

Writers Guild of America Awards 2020
- Nominierung für das Beste Originaldrehbuch (Noah Baumbach)[36]

## Synchronisation
Die deutsche Synchronisation entstand nach einem Dialogbuch von Tobias Neumann und der Dialogregie von Christoph Cierpka im Auftrag der FFS Film- & Fernseh-Synchron GmbH, Berlin.
| Darsteller         | Synchronsprecher   | Rolle          |
| ------------------ | ------------------ | -------------- |
| Scarlett Johansson | Luise Helm         | Nicole Barber  |
| Adam Driver        | Robert Glatzeder   | Charlie Barber |
| Azhy Robertson     | Emile Ismailov     | Henry Barber   |
| Laura Dern         | Sabine Jaeger      | Nora Fanshaw   |
| Alan Alda          | Bodo Wolf          | Bert Spitz     |
| Ray Liotta         | Udo Schenk         | Jay Marotta    |
| Sarah Jones        | Sanam Afrashteh    | Carol          |
| Mark O’Brien       | Marius Clarén      | Carter         |
| Merritt Wever      | Katharina Spiering | Cassie         |
| Wallace Shawn      | Freimut Götsch     | Frank          |
| Brooke Bloom       | Anne Düe           | Mary Ann       |
| Julie Hagerty      | Marina Krogull     | Sandra         |